# Chiến dịch Blacklist Forty
Chiến dịch Danh sách đen 40 (tiếng Anh: Operation Blacklist Forty) là mật danh chiến dịch chiếm đóng bán đảo Triều Tiên do Hoa Kỳ tiến hành trong giai đoạn từ năm 1945 đến 1948, ngay sau khi Thế chiến thứ hai kết thúc. Chiến dịch này là một phần trong thỏa thuận giữa các cường quốc Đồng Minh nhằm giải giáp quân đội Nhật Bản, lực lượng khi đó đang kiểm soát toàn bộ bán đảo Triều Tiên sau gần 40 năm đô hộ.
Sau khi Nhật Bản đầu hàng vào tháng 8 năm 1945, quân đội Hoa Kỳ tiến vào phần phía nam vĩ tuyến 38 (tương ứng với khu vực Hàn Quốc ngày nay) để tiếp nhận quân Nhật đầu hàng. Cùng lúc đó, Liên Xô cũng đưa quân vào phía bắc vĩ tuyến 38 (nay là Bắc Triều Tiên) nhằm thực hiện nhiệm vụ tương tự. Theo dự tính ban đầu, Mỹ và Liên Xô sẽ hợp tác để giúp người Triều Tiên thành lập một chính phủ độc lập, thống nhất và dân chủ cho toàn bán đảo.
Tuy nhiên, quá trình hợp tác giữa Mỹ và Liên Xô nhanh chóng rơi vào bế tắc do mâu thuẫn về ý thức hệ chính trị trong bối cảnh Chiến tranh Lạnh bắt đầu hình thành. Nỗ lực thành lập một chính phủ liên hiệp giữa hai miền không thành công, dẫn đến việc mỗi bên dựng lên một chính quyền thân cận với mình:
- Hoa Kỳ ủng hộ chính phủ ở miền Nam, mà sau này trở thành Đại Hàn Dân Quốc vào năm 1948.
- Liên Xô hậu thuẫn chính quyền miền Bắc, từ đó hình thành nên Cộng hòa Dân chủ Nhân dân Triều Tiên cùng năm.

Việc cả hai bên thiết lập chính quyền riêng biệt đã dẫn đến sự chia cắt lâu dài của bán đảo Triều Tiên dọc theo vĩ tuyến 38, một thực trạng vẫn còn tồn tại đến ngày nay.

## Bối cảnh

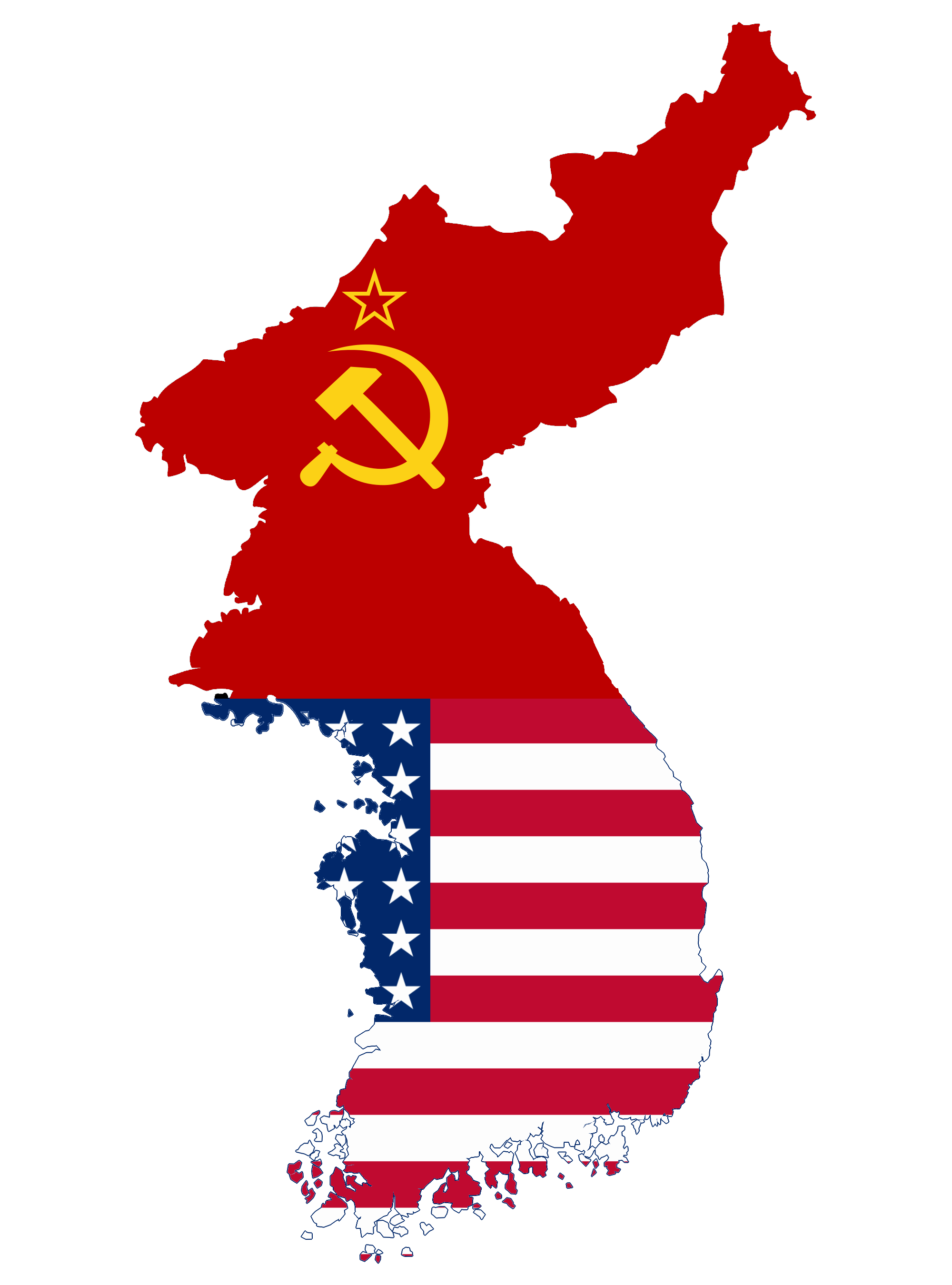
Bản đồ thể hiện sự phân chia bán đảo Triều Tiên dọc theo vĩ tuyến 38 giữa Hoa Kỳ và Liên Xô sau ngày 9 tháng 9 năm 1945

Việc chia cắt Triều Tiên thành hai khu vực chiếm đóng được đề xuất vào tháng 8 năm 1945 bởi Hoa Kỳ, ngay sau khi Liên Xô tham chiến chống Nhật Bản ở mặt trận Viễn Đông. Đây là thời điểm Nhật Bản sắp đầu hàng, và các cường quốc Đồng Minh bắt đầu lên kế hoạch tiếp quản những vùng lãnh thổ do Nhật chiếm đóng trước đó. Vào ngày 10 tháng 8 năm 1945, hai sĩ quan Mỹ, Dean Rusk và Charles Bonesteel, được giao nhiệm vụ khẩn cấp xác định ranh giới giữa khu vực chiếm đóng của Mỹ và Liên Xô trên bán đảo Triều Tiên. Trong điều kiện gấp rút, thiếu thốn thông tin và hiểu biết sâu về địa lý, lịch sử Triều Tiên, cả hai đã chọn vĩ tuyến 38 làm đường phân chia. Đề xuất này sau đó được các cấp chỉ huy cao hơn của Mỹ phê duyệt và được phía Liên Xô chấp thuận.
Lúc bấy giờ, Mỹ kỳ vọng sẽ thiết lập một chính phủ đại diện tại miền Nam Triều Tiên, một chính quyền thân thiện và ủng hộ các chính sách của Hoa Kỳ trong khu vực Đông Á. Ngược lại, Liên Xô mong muốn thành lập một quốc gia cộng sản ở miền Bắc, phù hợp với lợi ích và hệ tư tưởng xã hội chủ nghĩa.
Sự phân chia này, vốn ban đầu được xem là tạm thời, đã trở thành tiền đề dẫn đến việc hình thành hai quốc gia riêng biệt trên bán đảo Triều Tiên: một miền Nam theo thể chế dân chủ tư sản thân Mỹ, và một miền Bắc theo mô hình cộng sản thân Liên Xô. Từ đó, vĩ tuyến 38 trở thành biểu tượng của sự chia cắt và đối đầu giữa hai hệ thống chính trị lớn trong thời kỳ Chiến tranh Lạnh, kéo dài cho đến tận ngày nay.

## Chiếm đóng

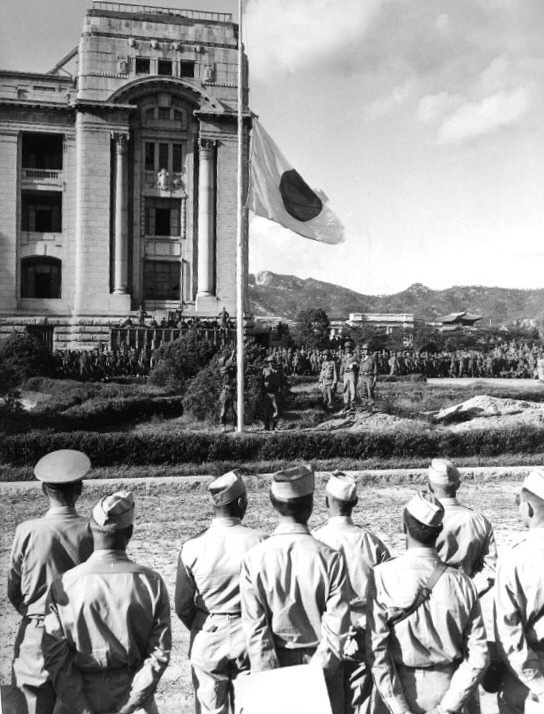
Lễ hạ cờ tại Seoul trong buổi lễ Nhật Bản chính thức đầu hàng Triều Tiên vào ngày 9 tháng 9 năm 1945

Sau khi Nhật Bản đầu hàng vào tháng 8 năm 1945, Hoa Kỳ tiến hành Chiến dịch Danh sách Đen 40, với mục tiêu tiếp nhận sự đầu hàng của quân Nhật tại miền Nam bán đảo Triều Tiên và tổ chức lại một chính quyền mới. Lực lượng chiếm đóng của Mỹ gồm khoảng 45.000 binh sĩ thuộc Quân đoàn XXIV Lục quân Hoa Kỳ. Nhóm quân Mỹ đầu tiên đổ bộ xuống sân bay Kimpo gần Seoul vào ngày 4/9/1945, tiếp đó là một nhóm khác gồm 14 binh sĩ thuộc Sư đoàn Bộ binh số 7 đến cảng Inchon ngày 8/9, và đợt đổ bộ chính bắt đầu vào ngày 9/9/1945. Theo tác giả Paul M. Edwards, chính phủ Hoa Kỳ không thật sự quan tâm đến bán đảo Triều Tiên, và phần lớn các quyết định hậu chiến tại đây được giao cho Tướng Douglas MacArthur, người đang nắm quyền quản lý việc chiếm đóng Nhật Bản. Tuy nhiên, do đang quá tải với công việc ở Nhật, MacArthur giao nhiệm vụ điều hành Triều Tiên cho Trung tướng John R. Hodge, Tư lệnh Chiến dịch Danh sách Đen 40, với yêu cầu phải thực hiện một chế độ chiếm đóng nghiêm khắc.
Tướng Hodge, người có kinh nghiệm chiến đấu nhưng thiếu kỹ năng ngoại giao, lại không hiểu rõ văn hóa và xã hội Triều Tiên, nên đã mắc nhiều sai lầm nghiêm trọng. Ông xem thường người Triều Tiên, từng ra lệnh cho binh lính của mình “đối xử với người Triều Tiên như kẻ thù”. Vì thiếu nhân lực, Hodge cho phép lực lượng cảnh sát Nhật cũ tiếp tục hoạt động và duy trì một phần bộ máy hành chính thực dân Nhật Bản trong giai đoạn đầu. Sau khi người dân Triều Tiên phản đối, chính quyền quân sự Mỹ tại Tokyo chính thức đưa Triều Tiên ra khỏi hệ thống hành chính của Nhật vào ngày 2/10/1945, và các quan chức Nhật bị loại khỏi bộ máy quyền lực, dù nhiều người sau đó được giữ lại làm cố vấn. Đóng góp lớn nhất của Hodge theo Edwards là việc thiết lập mối liên minh giữa chính quyền quân sự Mỹ và giới tư sản, địa chủ, chống cộng tại miền Nam Triều Tiên, trong đó có nhiều người từng hợp tác với chính quyền thực dân Nhật Bản và được đưa vào các vị trí lãnh đạo.

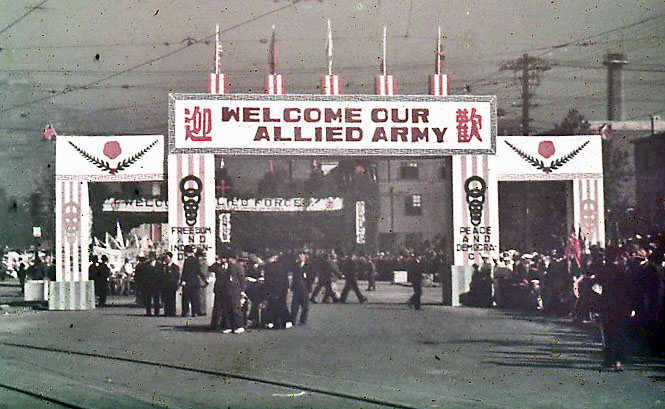
Biển báo lối vào Seoul, năm 1945

Một sự kiện thể hiện rõ bản chất chính quyền chiếm đóng là việc thành lập Hội đồng lập pháp lâm thời Nam Triều Tiên vào tháng 12 năm 1946. Đây là cơ quan được lập ra để xây dựng luật pháp nền tảng cho cải cách chính trị, kinh tế và xã hội. Tuy nhiên, Đảng Lao động Nam Triều Tiên (cánh tả) từ chối tham gia, trong khi Đảng Dân chủ Hàn Quốc (bảo thủ), đại diện cho giới địa chủ và tiểu thương, cũng phản đối do nhiều lãnh đạo của đảng bị loại khỏi hội đồng. Mặc dù phần lớn 45 thành viên hội đồng có tư tưởng bảo thủ, đều được Kim Kyu-sik, một nhân vật ôn hòa và là Phó Chủ tịch Chính phủ Lâm thời Đại Hàn Dân Quốc (1919), tiến cử. Kim là lựa chọn của Hodge để lãnh đạo một chính quyền độc lập trong tương lai, nhưng ông thiếu sức hút chính trị và không thể tập hợp sự ủng hộ từ cả cánh tả lẫn cánh hữu.
Tác giả E. Takemae nhận xét rằng người Mỹ không được người Triều Tiên đón tiếp như những người giải phóng mà bị xem như kẻ chiếm đóng. Takemae cũng cho rằng người Mỹ tôn trọng người Nhật hơn người Triều Tiên vì lý lịch quân sự và năng lực hành chính của người Nhật. Trên thực tế, Mỹ thấy dễ làm việc với các quan chức Nhật hơn là phải đàm phán với hàng loạt phe phái chính trị phức tạp tại Triều Tiên. Theo Takemae, “trong mắt nhiều người Triều Tiên, người Mỹ chẳng khác gì người Nhật”.

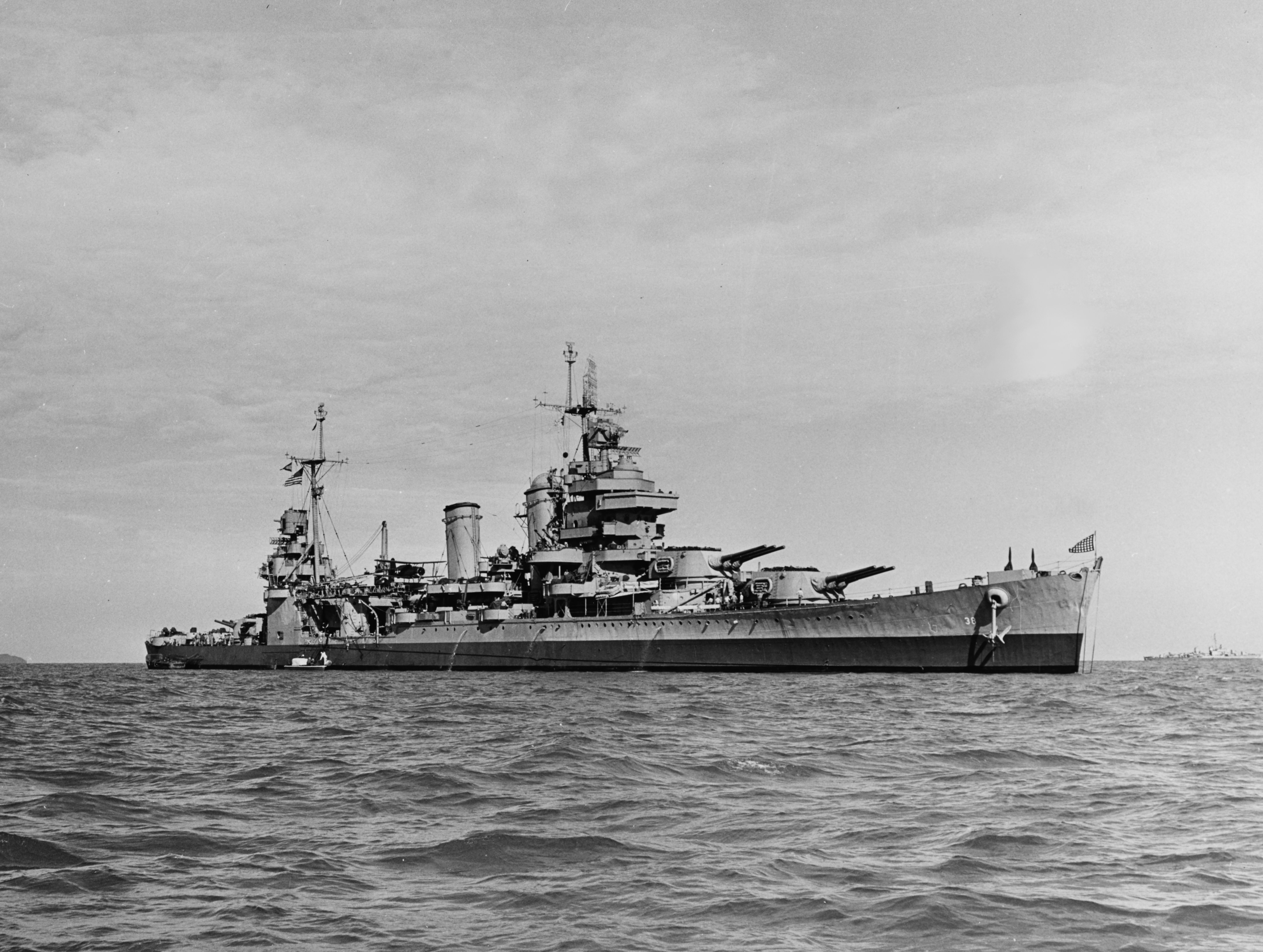
USS San Francisco ngoài khơi bờ biển Triều Tiên vào ngày 28 tháng 9 năm 1945

Việc rút quân của Mỹ và Liên Xô khỏi bán đảo Triều Tiên chỉ có thể bắt đầu khi hai bên đồng ý thành lập một chính phủ thống nhất, thân thiện với cả hai cường quốc. Tuy nhiên, Liên Xô kiên quyết phản đối bất kỳ giải pháp nào không dẫn đến việc thành lập một nhà nước cộng sản, khiến các cuộc đàm phán thất bại. Kết quả là Mỹ đưa vấn đề Triều Tiên ra Liên Hợp Quốc vào tháng 9 năm 1947. Liên Hợp Quốc chấp nhận tổ chức bầu cử dưới sự giám sát quốc tế ở miền Nam Triều Tiên, nhưng Liên Xô tuyên bố rằng mọi quyết định của Liên Hợp Quốc chỉ có giá trị ở phía nam vĩ tuyến 38, còn miền Bắc sẽ do họ hoặc chính phủ cộng sản mới, Cộng hòa Dân chủ Nhân dân Triều Tiên định đoạt. Dù vậy, cuộc bầu cử vẫn diễn ra và Lý Thừa Vãn (Syngman Rhee), một chính trị gia lưu vong lâu năm, được bầu làm Tổng thống đầu tiên của Đại Hàn Dân Quốc (Hàn Quốc) vào ngày 24/7/1948.
Ngay sau đó, Hoa Kỳ và Liên Xô lần lượt rút quân khỏi bán đảo Triều Tiên, để lại một quốc gia bị chia cắt sâu sắc về chính trị, ý thức hệ và lãnh thổ. Theo Paul M. Edwards, phần lớn người Mỹ cảm thấy nhẹ nhõm khi rút khỏi Triều Tiên, bởi đến năm 1950, khu vực này đã trở nên kém quan trọng trong chính sách đối ngoại của Mỹ. Thậm chí, vào ngày 5/1/1950, Tổng thống Harry Truman tuyên bố Mỹ sẽ không can thiệp vào xung đột giữa phe Cộng sản và Quốc dân Đảng tại Trung Quốc hay Đài Loan. Một tuần sau, Ngoại trưởng Dean Acheson khẳng định rằng Triều Tiên nằm ngoài “phạm vi ảnh hưởng” của Hoa Kỳ. Tuy vậy, Mỹ và Hàn Quốc vẫn ký một hiệp ước hỗ trợ quân sự vào ngày 26/1/1950, mặc dù đến thời điểm Chiến tranh Triều Tiên bùng nổ vào ngày 25/6/1950, chỉ có 1.000 đô la thiết bị điện tín được chuyển đến miền Nam.